# Akademia Nauk Stosowanych w Nowym Targu
Akademia Nauk Stosowanych w Nowym Targu (do października 2023 Podhalańska Państwowa Uczelnia Zawodowa w Nowym Targu) – publiczna uczelnia zawodowa w Nowym Targu. Ponad 90% młodzieży studiującej w ANS pochodzi z terenu Podhala, Spisza i Orawy.
Akademia w Nowym Targu jest najwyżej położoną uczelnią w Polsce (615 m n.p.m.).

## Historia
Uczelnia została założona w 2001 roku na wniosek samorządu województwa jako Podhalańska Państwowa Wyższa Szkoła Zawodowa w Nowym Targu. Od października 2019 uczelnia działała pod nową nazwą jako Podhalańska Państwowa Uczelnia Zawodowa w Nowym Targu. 18 kwietnia 2023, Przemysław Czarnek, minister Nauki i Szkolnictwa Wyższego podpisał rozporządzenie, na mocy którego nowotarska uczelnia od 1 października tego samego roku została przemianowana na Akademię Nauk Stosowanych w Nowym Targu.

### Wydarzenia związane z Juwenaliami 2019
Podczas obchodów Juwenaliów 2019 niektórzy uczestnicy – w tym osoby przebrane za postacie religijne – wzbudzili kontrowersje wśród lokalnych władz. Radni powiatu nowotarskiego uznali zachowanie części uczestników za niestosowne, a starosta zapowiedział ograniczenie wsparcia finansowego dla przyszłych edycji wydarzenia.
Władze uczelni zareagowały, podejmując działania dyscyplinarne wobec studentek, których strój został uznany za nieodpowiedni. Jak poinformowała prorektor dr Teresa Mucha, studentki „wyraziły skruchę i zapewniły, że nie chciały nikogo obrazić oraz zgodziły się, że ich ubiór mógł mieć negatywny wydźwięk”. Ustalono także, że wśród przebranych znajdowały się osoby spoza społeczności akademickiej.
Samorząd studencki zaznaczył, że nie miał wpływu na wybór strojów uczestników. „Do tej pory stroje nigdy nie były konsultowane, a my liczyliśmy zawsze na zdrowy rozsądek naszych koleżanek i kolegów z uczelni” – powiedziała przewodnicząca samorządu, Krystyna Dżumbelak. Zapowiedziano również działania mające na celu promowanie rozwagi w przyszłych wydarzeniach.

### Afera plagiatowa
Ksiądz rektor Stanisław Gulak został odwołany ze stanowiska 17 marca 2020 decyzją Ministra Nauki i Szkolnictwa Wyższego Jarosława Gowina. Księdzu rektorowi postawiono zarzut plagiatu. Rzecznik dyscyplinarny doszukał się aż 74 zapożyczonych fragmentów z 8 innych publikacji w pracy habilitacyjnej duchownego. Ksiądz rektor Stanisław Gulak zapewnia jednak o swojej niewinności, a Rada PPUZ w Nowym Targu wydała opinię o rzetelności jego dorobku naukowego.

## Władze uczelni

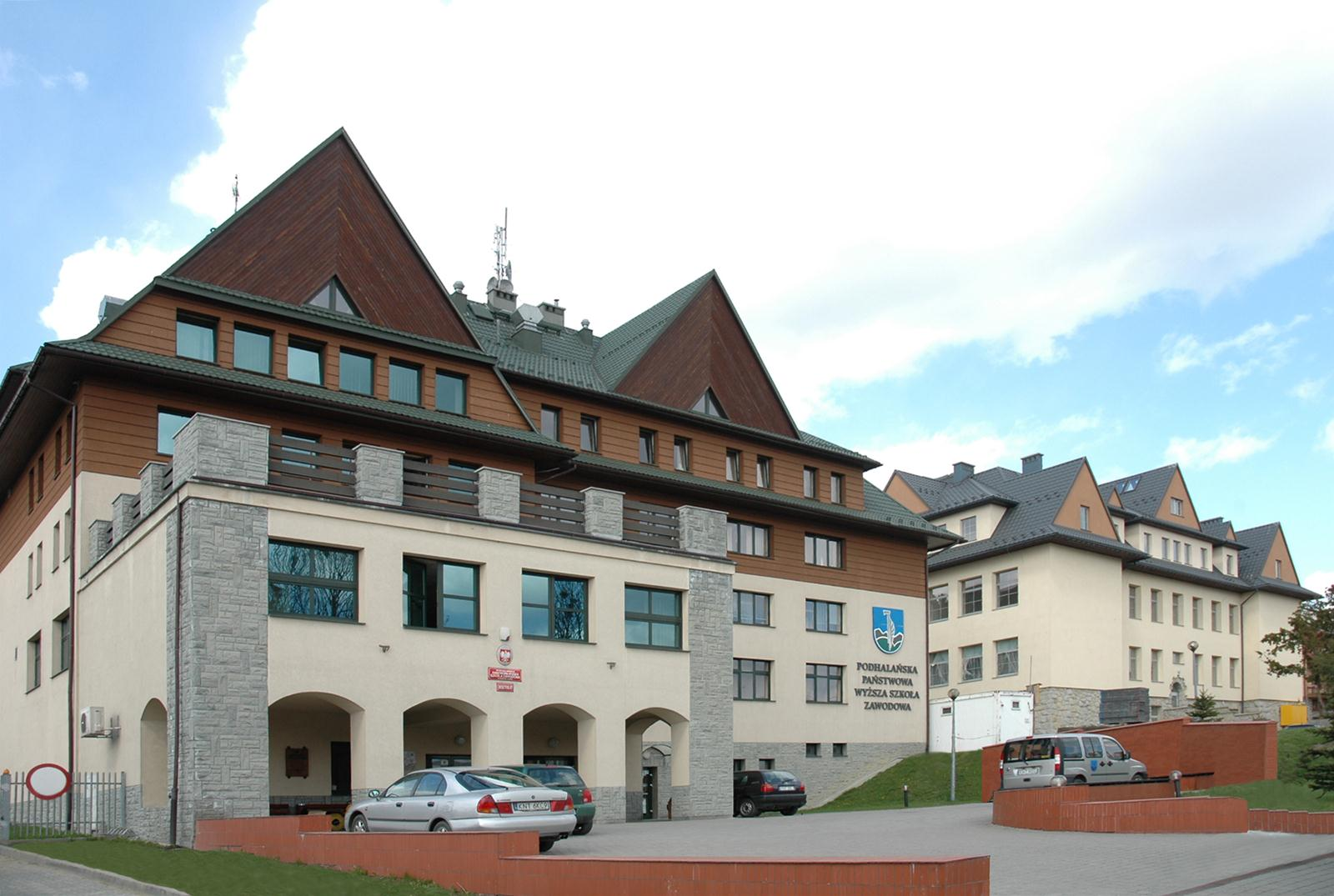
Budynek rektoratu

- Rektor – dr Bianka Godlewska-Dzioboń
- Prorektor ds. studenckich i kształcenia – dr n. med. Anna Blak-Kaleta
- Prorektor ds. nauki i rozwoju – prof. dr hab. Grzegorz Nieć
- Kanclerz – mgr inż. Dariusz Jabcoń
- Kwestor – dr Marcin Surówka
- Dyrektor Instytutu Medycznego – dr hab. n. med. Hubert Wolski, prof. uczelni
- Dyrektor Instytutu Lekarskiego – prof. dr hab. n. med. Jolanta Jaworek
- Dyrektor Instytutu Zdrowia – dr n. med. Danuta Fus
- Dyrektor Instytutu Nauk Technicznych – dr szt. Joanna Suchowiak-Horzemski
- Dyrektor Instytutu Nauk Humanistycznych i Turystyki – dr Małgorzata Potocka-Mitan
- Dyrektor Instytutu Nauk Społecznych – dr hab. Marek Zawartka, prof. uczelni
- Dyrektor Instytutu Ekonomii, Zarządzania i Informatyki – dr Dorota Kuder
- Dyrektor Instytutu Finansów – dr Agnieszka Witoń

Źródło: Akademia Nauk Stosowanych w Nowym Targu.
Poczet rektorów
- prof. dr hab. Stanisław Hodorowicz (od 2001 do 2012);
- dr hab. Iwon Grys (od 2012 do 2016);
- ks. płk (r) dr hab. Stanisław Gulak (od września 2016 roku do marca 2020 roku)
- dr hab. Robert Włodarczyk, profesor PPUZ (od czerwca 2020 do grudnia 2021)[9][10][11]

## Kierunki kształcenia
Akademia oferuje możliwość kształcenia na piętnastu kierunkach studiów pierwszego (studia licencjackie i inżynierskie) i drugiego (magisterskie) stopnia.
- Architektura (I i II stopnia)[13][14]
- Bezpieczeństwo narodowe (I stopnia)[15]
- Dietetyka (I stopnia)[16]
- Filologia angielska (I i II stopnia)[17][18][19]
- Finanse i rachunkowość I stopnia (stacjonarne i niestacjonarne)[20]
- Fizjoterapia (jednolite studia magisterskie)[21]
- Informatyka ekonomiczna (I stopnia)[22]
- Kosmetologia (I i II stopnia)[23][24]
- Lekarski (jednolite studia magisterskie)[25]
- Pielęgniarstwo (I i II stopnia)[26][27]
- Psychologia (jednolite studia magisterskie)[28]
- Rachunkowość i analityka ekonomiczna (II stopnia)[29]
- Ratownictwo medyczne (I stopnia)[30]
- Sport i turystyka na terenach górskich (I stopnia)[31]
- Turystyka i Rekreacja (II stopnia)[32]

## Uczelniane organizacje studenckie
- Klub Uczelniany AZS ANS[33]
- Uczelniany Zespół Góralski „Młode Podhale”[33]

## Koła naukowe[33]
- Kryminalistyczno-Prawne Koło Naukowe „Corpus delicti”
- Studenckie Koło Naukowe „Zdrówko”
- Koło Naukowe IMMOBILIARE
- Podhalańskie Koło Naukowe Turystyki
- Koło Naukowe Ratownik
- Studenckie Koło Naukowe Pielęgniarstwa Psychiatrycznego
- Studenckie Koło Naukowe „INTER-NURSE”
- Studenckie Koło Naukowe „KosmetoScience”
- Studenckie Koło Naukowe Ekonomii i Rachunkowości (SKNER)
- Studenckie Koło Naukowe Języka Angielskiego Enlab
- Studenckie Koło Naukowe Ad Quadratum
- FizjoMaster
- AKSON
- Studenckie Koło Naukowe MEDICUS

## Projekty Unijne
- Projekt „Poprawa jakości kształcenia wyższego na kierunku pielęgniarstwo w PPUZ w Nowym Targu, która przełoży się na zwiększenie zainteresowania studiami na kierunku pielęgniarstwo i tym samym przyczyni się do wykształcenia dodatkowej liczby absolwentów”[34]
- Projekt „Opracowanie i realizacja programu rozwojowego kierunku pielęgniarstwo PPUZ w Nowym Targu oraz utworzenie monoprofilowego centrum symulacji medycznej”[35]
- Projekt „Studia dualne na kierunku finanse i rachunkowość – profil praktyczny w Podhalańskim Ośrodku Nauk Ekonomicznych”[36]
- Projekt „Podhalańska Biblioteka Cyfrowa (PBC)”[37]